# 쾨니히그레츠 전투
쾨니히그레츠 전투는 1866년 프로이센-오스트리아 전쟁 중 프로이센군이 보헤미아의 도시 쾨니히그레츠(지금의 흐라데츠크랄로베) 북서쪽의 사도바 마을에서 벌인 전투로 사도바 전투라고도 불린다. 이 전투에서 프로이센은 대승을 거두었고 오스트리아는 군대가 거의 괴멸되어 대패했다.

## 배경
1866년 6월 18일에 프로이센이 오스트리아에 선전 포고함으로써, 프로이센-오스트리아 전쟁을 일으킨 프로이센은 오스트리아로 진격하고 있었다. 보헤미아 전선의 24만 1000명의 오스트리아군을 이끌고 있던 사령관 루트비히 아우구스트 리터 폰 베네데크 장군은 갓 임명된 장군이라 전선의 지형을 잘 모를 뿐만 아니라 오스트리아군은 전장식 소총에다 총검 돌격전술에만 의존하여 구시대적인 전술을 펼쳤다. 이에 비해 프로이센군은 28만 5000명을 이끄는 사령관 헬무트 폰 몰트케는 작센에서 슐레지엔까지 뻗은 434km의 3개의 부대를 나누고 새로운 전술과 전투 방법을 사용해보자고 했다. 프로이센군은 비스마르크의 군비확장정책을 배경으로 후장식 소총으로 새로운 총을 앞세워 무장하고 유럽 역사상 최초로 철도수송의 이점을 충분히 살려 활용했다.

## 전투 과정
몰트케는 7월 1일에 3개 부대를 하나로 모으고 7월 3일에 오스트리아군이 프로이센군과 불리한 위치에서 전투를 벌여 오스트리아군을 대파했다. 오스트리아군은 약 4만 명의 군사를 잃고 절반 정도가 포로가 되고, 이에 비해 프로이센군의 피해는 1만 5000명도 채 되지 않았다. 베네데크 장군은 후퇴하여 빈 근처에서 전투 준비 중 7월 26일에 프라하에서 휴전 협정으로 전쟁은 끝이나 프로이센이 전쟁에서 승리했다. 이 전투에서 승리한 프로이센은 독일 통일의 시발점이 된다.